# Aprilthesen

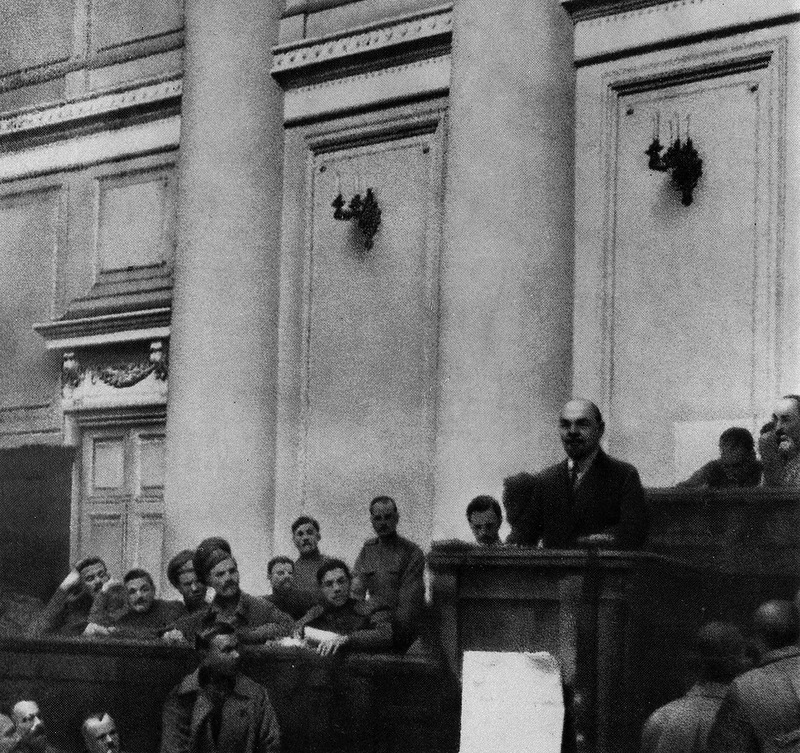
Lenin hält im Taurischen Palais die Rede vor dem Petrograder Sowjet

Aprilthesen ist die kurze Bezeichnung des politischen Programms, das Lenin im April 1917, unmittelbar nach seiner Rückkehr aus dem Exil in der Schweiz, öffentlich vorstellte. Darin kritisierte er unter anderem die aus der Februarrevolution hervorgegangene Provisorische Regierung wegen ihrer kapitalistischen Ausrichtung und forderte die Errichtung einer Republik auf Basis der Sowjets, eine Verstaatlichung des Bodens und der Produktionsmittel, sowie den bedingungslosen Friedensschluss mit Deutschland (den er nach anfänglichem Zögern und trotz starken Widerstands durchsetzen konnte, siehe Friedensvertrag von Brest-Litowsk).

## Entstehung und Veröffentlichung
Lenin hielt am 4. Apriljul. / 17. April 1917greg. ein Referat auf einer Konferenz des Petrograder Sowjets in Petrograd über die weitere politische Entwicklung nach der Februarrevolution. Anschließend arbeitete er es schriftlich weiter aus und nannte es Über die Aufgaben des Proletariats in der gegenwärtigen Revolution, später kurz Aprilthesen genannt. Veröffentlicht wurde der Text erstmals am 7. Apriljul. / 20. April 1917greg. in der Prawda.

## Thesen
Aus den Thesen ergaben sich folgende Hauptforderungen:
- Alle Macht den Sowjets
- Beendigung des Krieges
- Enteignung des Großgrundbesitzes und sofortige Landaufteilung (Alles Land den Bauern)
- Kontrolle der Arbeiter über die Industrie
- Verstaatlichung der Banken
- Errichtung einer Sowjetrepublik
- Sturz der Provisorischen Regierung
- Gründung einer revolutionären Internationale
- Agitation und Aufklärung der Massen und Gewinnung einer bolschewistischen Mehrheit in den Räten

Die Parole lautete fortan Friede – Freiheit, Land und Brot!

## Wirkung
Die Reaktionen auf Lenins Thesen waren – auch auf bolschewistischer Seite – zunächst überwiegend ablehnend. Die Mehrheit der führenden Bolschewiken, darunter Lew Kamenew und Josef Stalin, waren der Meinung, Russland habe gerade erst das feudale Stadium hinter sich gelassen und es sei zunächst eine Periode bürgerlich-kapitalistischer Herrschaft notwendig, bis das russische Volk „reif“ sei für eine revolutionäre Umgestaltung im kommunistischen Sinne. Ein Leitartikel in der Prawda nannte die Aprilthesen „unannehmbar“ und meinte, Lenin habe während seines langen Aufenthaltes im Ausland den Sinn für die tatsächliche Situation in Russland verloren. Als sich in den folgenden Wochen jedoch abzeichnete, dass die provisorische Regierung schwach war und weder hinsichtlich einer Landreform noch in Bezug auf Friedensverhandlungen mit Deutschland entschlossen handelte, wuchs die Unterstützung für Lenins Programm bei vielen, die es zunächst für zu radikal erachtet hatten.